# La pattuglia dell'Amba Alagi
La pattuglia dell'Amba Alagi è un film del 1953 diretto da Flavio Calzavara.

## Trama
Sull'Amba Alagi una pattuglia di soldati italiani viene uccisa in un attacco aereo dalle truppe inglesi. Luciano è l'unico che riesce a salvarsi, seppur mutilato. Tornato in patria, la sua missione è esaudire gli ultimi desideri dei suoi compagni d'armi deceduti.

## Produzione
Il film rientra nel filone dei melodrammi sentimentali, comunemente detto strappalacrime, allora molto in voga tra il pubblico italiano, in seguito ribattezzato dalla critica con il termine neorealismo d'appendice.
Prodotto dalla Diva Film e dalla Royal Film, racconta le vicende di alcuni soldati che presero parte alla seconda battaglia dell'Amba Alagi del 1941. Nel film compaiono alcuni filmati di repertorio della campagna dell'Africa orientale e del funerale del duca d'Aosta, cortesemente concessi dal ministero della Guerra Britannico.

## Accoglienza
Il film ebbe un buon successo di pubblico, incassando 469.200.000 lire dell'epoca.

## Colonna sonora
- Comme facette mammeta
- Il valzer della strada
- Il primo amore
- Viale d'autunno
- Acquaiolo
- Luce degli occhi miei

Tutte le canzoni sono cantate da Luciano Tajoli.